# Політика Європи
Політика Європи охоплює  політику на континенті Європа. Ця тема набагато більш деталізована, має глибшу політичну історію, ніж на інших континентах, через низку факторів, включаючи довгу історію національних держав у регіоні, а також сучасну тенденцію до посилення політичної єдності серед європейських держав (євроатлантизм).
Поточну політику Європи можна простежити по історичним подіям на континенті. Так само географія Європи, економіка Європи і культура Європи] сприяли нинішньому політичному устрою Європи.
В сучасній європейській політиці домінує Європейський Союз, починаючи з  падіння залізної завіси і розпаду Східного блоку. Після закінчення холодної війни ЄС розширився на схід, включивши в себе колишні комуністичні держави. Станом на 2019 р. ЄС має 28 держав-членів.
Однак існує низка інших міжнародних організацій, що складаються переважно з європейських держав або тих які явно претендують на європейське походження, включаючи Раду Європи з 47 країнами — першу повоєнну європейську організацію, яка вважається предтечею Європейського Союзу, та 57-ти національну організації з безпеки та співробітництва в Європі (ОБСЄ).

## Сучасний політичний клімат
Незважаючи на суттєво покращені відносини між Росією та країнами Західної Європи після закінчення Холодної війни, зростає напруженість через поширення «західних країн», особливо ЄС і НАТО, на схід до країн колишнього СРСР .
Більшість європейських держав або приєдналися, або заявили про свої прагнення приєднатися до Європейського Союзу.
Є кілька конфліктів у Європі, хоча залишаються проблеми на Балканах, Кавказі, в Північній Ірландії, Велика Британія і в  Країні Басків, Іспанія.
Згідно з даними за 2007 рік, опублікованими в 2008 році неурядовою організацією Фрідом хаус, країни Європи, які не можуть бути класифіковані як  ліберальні представницькі демократії, є Азербайджан Білорусь, Боснія і Герцеговина, Казахстан і Росія. 

## Міжнародні спілки, організації та альянси

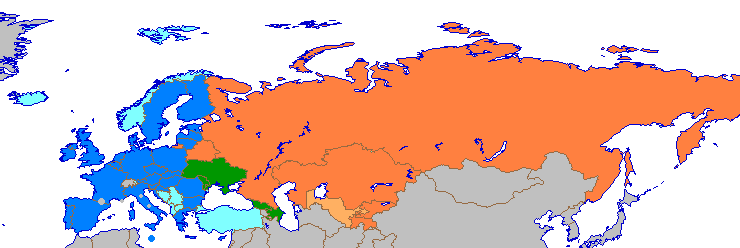
ЄС держава-член
ЄЕЗ член або держава-кандидат в ЄС
GUAM держава-член
ЄврАзЕС держава-член

Європейські держави є членами великої кількості міжнародних організацій, переважно економічних, хоча деякі з них є політичними або обома. Основні політичні союзи описані нижче.

### Європейський Союз

Країни-члени
Кандидати: Албанія, Північна Македонія, Сербія, Туреччина, Чорногорія
Потенційні кандидати які подали заявку на членство: Боснія і Герцеговина
Потенційні кандидати, які ще не подали заявку на членство: Косово (частково визнана)
Країна-член, яка проголосувала за вихід з ЄС: Велика Британія
Країни, які не є державами-членами, але мають угоди з союзом, такі як ЄЕЗ та Шенгенська угода: Ісландія, Ліхтенштейн, Норвегія, Швейцарія
Країни які підписали Угоду про асоціацію та визнані як такі що мають перспективу членства: Грузія, Молдова, Україна

Європейський Союз, або ЄС, є політичним союзом 28 держав. Він має багато заходів, найважливішим з яких є спільний єдиний ринок, що складається з митного союзу,  єдина валюта (прийнята 19 з 28 держав-членів),  спільної сільськогосподарської політики та спільної політики у сфері рибальства. Європейський Союз також має різні ініціативи для координації діяльності держав-членів.
ЄС, що розглядається як одиниця, має найбільшу в світі економіку з номінальною ВВП 15,849  трлн дол. США у 2007 році. Існує також тенденція до зростання співпраці операції з точки зору  спільної оборони і зовнішньої політики.
Союз з часом еволюціонував від економічного союзу до все більш політичного. Ця тенденція підкреслюється зростаючою кількістю політичних сфер, які належать до компетенції ЄС; політична влада має тенденцію зміщуватися вгору від держав-членів до ЄС. Подальший розвиток політичних компетенцій ЄС є предметом серйозних дебатів у межах та між деякими державами-членами.

### Рада Європи
Рада Європи є єдиною загальноєвропейською організацією, членами якої є майже всі європейські держави. Вона бере участь у широкому спектрі заходів, включаючи договори та інші програми для гармонізації законів і правил між своїми державами-членами, в таких сферах політики, як права людини, громадянство, біоетика, взаємне визнання, міжнародне приватне право, екологічні та охорона спадщини, права культурних та мовних груп меншин тощо. За своєю природою вона набагато ближча до традиційної міжнародної організації, а не до квазі-федерального суб'єкта, який є ЄС — вона веде переговори про договори, які мають бути ратифіковані індивідуально, і яка взагалі не має прямого впливу або індивідуального юридичного доступу до міжнародного суду — таким чином, він може бути порівняний з регіональною версією ООН. Однак, у сфері прав людини вона стала набагато більш квазі-федеральним за своїм характером, через Європейську конвенцію з прав людини і її Європейський суд з прав людини.

### Парламентська асамблея ЄВРОНЕСТ
Парламентська асамблея ЄВРОНЕСТ є між-парламентський форум на якому члени Європейського парламенту та національних парламентів України, Молдови, Білорусі, Вірменії, Азербайджану та Грузії беруть участь та налагоджують більш тісні політичні та економічні зв'язки з Європейським Союзом.

### Організація Північноатлантичного договору
Організація Північноатлантичного договору (НАТО) є військовим союзом переважно європейських держав, разом з Сполученими Штатами Америки і Канадою. Організація була заснована як міра колективної безпеки після Другої світової війни.
Призначення цього положення було у тому, щоб, якщо Радянський Союз розпочав напад на європейських союзників Сполучених Штатів, це сталося б як би напад на саму Сполучені Штати, яка мала найбільшу військову силу, таким чином, могла забезпечити більш ефективний захист. Однак радянське вторгнення в Європу так і не сталось. Натомість, це положення було вперше застосовано в історії договору 12 вересня 2001 року, у відповідь на  напади 11 вересня 2011 року на Сполучені Штати.

### Співдружність демократичного вибору
Співдружність демократичного вибору (СДВ) була сформована в грудні 2005 року при підбурюванні України та Грузії і складалася з шести пострадянських держав (України, Грузії, Молдови та трьох членів Балтійської асамблеї Естонії, Латвії та Литви) та трьох інших країн Східної та Центральної Європи (Словенія, Румунія і Північна Македонія). Чорноморський форум (BSF) є тісно пов'язаною організацією. Країни-спостерігачі включають Вірменію, Болгарію і Польщу.
Як і ГУАМ, цей форум в значній мірі? розглядається як такий, що має на меті протидіяти російському впливу в цьому регіоні. Це єдиний міжнародний форум, зосереджений на пострадянському просторі, в якому також беруть участь країни Балтії. Інші три пострадянські держави в ньому є членами ГУАМ.

### Організація за демократію та економічний розвиток (ГУАМ)
Організація за демократію та економічний розвиток ГУАМ — це регіональна організація чотирьох держав: Грузія, Україна, Азербайджан, Молдова. Група була створена як спосіб протидії Росії в цьому регіоні, і вона отримала підтримку і підтримку з боку США. Незважаючи на те, що деякий час в цілому вважалося, що вона застійна, останні події викликали спекуляції щодо можливого пожвавлення організації.

### Євразійський економічний союз
Євразійський економічний союз — це економічний союз пострадянських держав. Договір, спрямований на створення ЄврАзЕС, був підписаний 29 травня 2014 року лідерами Білорусі, Казахстану та Росії, і набув чинності 1 січня 2015 року.  Угоди, спрямовані на вступ Вірменії та Киргизстану до Євразійського економічного союзу, були підписані 9 жовтня 2014 року та 23 грудня відповідно. Договір про приєднання Вірменії набув чинності 2 січня 2015 року.  Хоча договір про вступ Киргизії не набрав чинності до травня 2015 року, якщо вона буде ратифікована,  він бере участь в ЄЕЗ з дня його створення. Молдова та Таджикистан є потенційними членами.

### Співдружність незалежних держав
Співдружність Незалежних Держав — це міжнародна організація, що складається з 10 з 15 держав колишнього Радянського Союзу. Хоча в СНД є декілька наднаціональних важелів впливу, це більше чисто символічна організація, яка координує торгівлю, фінанси, законодавство і безпеку. Найбільш важливе питання для СНД є створення повноцінної зони вільної торгівлі та економічного союзу між державами-членами, робота над яким розпочата у 2005 році. СНД також сприяє співпраці у сфері демократизації та запобігання транскордонної злочинності. Крім того, шість членів СНД підписали договір про колективну безпеку, відомий як Організація договору про колективну безпеку.

### Співдружність невизнаних держав
Пост-радянські невизнані держави Абхазії, Нагірного Карабаху, Південної Осетії і Придністров'я є членами Співдружності невизнаних держав, метою якого є налагодження більш тісної інтеграції між членами.